# NGC 2261
NGC 2261 (ook bekend als Hubble's Variabele Nevel) is een reflectienevel in het sterrenbeeld Eenhoorn. Het hemelobject werd op 26 december 1783 ontdekt door de Duits-Britse astronoom William Herschel. De nevel wordt verlicht door de T Tauri-ster R Mon. Omdat de ster variabel is, verandert ook de magnitude van de nevel.

## Synoniemen
- LBN 920